# David Parker Ray
David Parker Ray (6 de novembro de 1939 - 28 de maio de 2002), também conhecido como o assassino da caixa de brinquedos, foi um sequestrador, torturador, estuprador e suspeito de ser assassino em série americano. Embora nenhum corpo tenha sido encontrado, ele foi acusado por seus cúmplices de matar várias mulheres e suspeito pela polícia de ter assassinado cerca de 60 mulheres do Arizona e Novo México enquanto vivia em Elephant Butte, cerca de 11 quilômetros ao norte de Truth or Consequences.
Ray isolou o som de um trailer de caminhão, que ele chamou de "caixa de brinquedos", e o equipou com itens usados para tortura sexual. Ele sequestrava entre cinco e seis garotas por ano, mantendo cada uma delas em cativeiro por cerca de três a quatro meses. Durante esse período, ele abusava sexualmente de suas vítimas, às vezes envolvendo seu cachorro ou sua esposa (que participava voluntariamente dos crimes de seu marido), e frequentemente as torturava com instrumentos cirúrgicos. Então, Ray mataria suas vítimas ou as drogaria com barbitúricos na tentativa de apagar suas memórias do que havia acontecido antes de abandoná-las à beira da estrada. Ray foi condenado por sequestro e tortura em 2001, pelo qual recebeu uma longa sentença, mas nunca foi condenado por assassinato. Ele morreu de ataque cardíaco cerca de um ano após suas condenações em dois casos (o segundo dos quais resultou em um acordo judicial).

## Biografia
Durante sua infância, Ray e sua irmã mais nova Peggy viveram com seu avô recriminador. Ele era ocasionalmente visitado por seu pai violento e alcoólatra, que lhe fornecia revistas com pornografia sadomasoquista. Na Mountainair High School, em Mountainair, Novo México, ele também foi intimidado por seus colegas por sua timidez com as meninas.
Suas fantasias sexuais de estuprar, torturar e até assassinar mulheres se desenvolveram durante sua adolescência. Por volta dessa época, sua irmã descobriu seus desenhos sadomasoquistas, bem como fotografias pornográficas de bondage. Após concluir o ensino médio, ele recebeu uma dispensa honrosa do Exército dos Estados Unidos, onde seu serviço também incluiu o trabalho como mecânico geral.
Ray se divorciou quatro vezes e teve dois filhos, incluindo sua cúmplice, a filha Jesse Ray (nascida Glenda Jean Ray).

## Crimes
Ray torturou sexualmente e presumivelmente matou suas vítimas usando chicotes, correntes, roldanas, correias, grampos, barras separadoras de pernas, lâminas cirúrgicas, máquinas de choque elétrico e serras. Acredita-se que ele aterrorizou muitas mulheres com essas ferramentas por muitos anos, enquanto vivia no Novo México, com a ajuda de cúmplices, alguns dos quais teriam sido várias das mulheres com quem ele namorava. Dentro da sala de tortura, junto com vários brinquedos sexuais, instrumentos de tortura, seringas e diagramas detalhados mostrando maneiras de infligir dor, havia um gerador elétrico caseiro, que era usado para tortura.
Um espelho foi montado no teto, acima da mesa obstétrica na qual ele amarrou suas vítimas. Ray também colocava suas vítimas em engenhocas de madeira que as curvavam e imobilizavam enquanto ele mandava seus cachorros e às vezes outros amigos estuprá-las. Ele disse que queria que suas vítimas vissem tudo o que ele estava fazendo com elas.

## Prisão e investigação
Ray se fez passar por um policial disfarçado e abordou Cynthia Vigil em um estacionamento. Ele disse a ela que ela estava presa, por solicitação de prostituição e a algemou. Ele a colocou em seu trailer e a levou para Elephant Butte. Após três dias de cativeiro, Vigil escapou do trailer em Elephant Butte em 22 de março de 1999.
Para escapar, ela esperou até que Ray tivesse começado o trabalho e, em seguida, destravou as correntes. A cúmplice de Ray, Cindy Hendy, havia deixado as chaves em uma mesa próxima antes de ir para outra sala para falar com alguém ao telefone. Depois que Vigil conseguiu as chaves, Hendy percebeu a tentativa de Vigil de escapar e uma luta começou. Durante a luta, Hendy quebrou uma lâmpada na cabeça da sobrevivente, mas Vigil destravou suas correntes e esfaqueou Hendy no pescoço com um picador de gelo.
Hendy caiu no chão e Vigil escapou. Ela fugiu vestindo apenas uma coleira de ferro e correntes com cadeado. Ela correu pela rua em busca de ajuda, que conseguiu com um vizinho próximo que a acolheu, confortou e chamou a polícia. Sua fuga levou os oficiais ao trailer e instigou a captura de Ray e seus cúmplices.
A polícia parou Ray e Hendy, e Ray foi levado para a prisão. Após a publicidade em torno da prisão, outra vítima, Angelica Montano, se apresentou. Ela contou uma história semelhante e disse que relatou o incidente à polícia, mas não houve nenhum acompanhamento.
Ray tinha um vídeo de outra vítima, Kelli Garrett (também chamada de Kelli Van Cleave), que datava de 1996. Garrett acabou sendo encontrada viva no Colorado, depois que a polícia identificou uma tatuagem em seu tornozelo. Mais tarde, ela testemunhou que brigou com o marido e decidiu passar a noite jogando sinuca com amigos. Em 24 de julho de 1996, a filha de Ray, Jesse, que conhecia Garrett, a levou ao Blu-Water Saloon em Truth Or Consequences, Novo México, e drogou a cerveja que ela estava bebendo. Garrett havia caminhado até o estacionamento quando ela sofreu um golpe por trás, que a deixou inconsciente.
Ray a levou para seu trailer e colocou uma coleira e uma guia em seu pescoço. Garrett acordou, mas desmaiou várias vezes durante dois dias de tortura e drogas. Durante esse tempo, Ray percebeu que ela estava respirando e abriu sua garganta. Pensando que ele a tinha matado, Ray a largou ao lado de uma estrada perto de Caballo. Mais tarde, ela teve seus ferimentos tratados em uma clínica local. Nem seu marido nem a polícia acreditaram em sua história. Seu marido acreditava que ela o estava traindo na noite em que foi atacada. Ele pediu o divórcio e Garrett mudou-se para o Colorado. Mais tarde, ela foi entrevistada no Cold Case Files sobre sua provação.
Dois outros cúmplices foram descobertos pela investigação: Glenda Jean "Jesse" Ray (filha de Ray) e Dennis Yancy. Yancy admitiu ter estrangulado sua ex-namorada, Marie Parker, depois que Ray a sequestrou e torturou. Yancy foi condenado por assassinato em segundo grau e conspiração para cometer assassinato em primeiro grau, e foi condenado a duas penas de prisão de 15 anos. Depois desse assassinato, Ray supostamente admitiu ter tido um cúmplice chamado Billy Bowers, um antigo parceiro de negócios, que Ray também assassinou. O Federal Bureau of Investigation enviou 100 agentes para examinar a propriedade e arredores de Ray, mas nenhum resto humano identificável foi encontrado.
Para evitar que as mulheres relatassem os crimes, Ray as drogava com agentes para induzir amnésia. Ele fez uma gravação de si mesmo dizendo a uma mulher que os medicamentos eram "sódio pentotal e fenobarbital [sic]". Uma mulher permaneceu incerta de que suas lembranças do abuso não eram nada além de pesadelos até que ela foi contatada pelo FBI. Depois de questionar, ela passou a se lembrar de seus maus-tratos cada vez mais detalhadamente.

## Julgamento
Foi tomada a decisão de julgar os casos envolvendo os ataques de Ray em três julgamentos: um por seus atos contra Cynthia Vigil, um por aqueles contra Angelica Montano e um por aqueles contra Kelli Garrett. O julgamento 1 resultou em anulação do julgamento e novo julgamento, com uma condenação no novo julgamento em todas as 12 acusações. Montano morreu antes do julgamento 2 e não houve condenação. [No julgamento 3 ?,] Ray concordou com um acordo judicial, no qual foi condenado em 2001 a 224 anos de prisão por vários crimes no sequestro e tortura sexual de três jovens em sua casa em Elephant Butte Lake. :13 A filha de Ray, Glenda Jean "Jesse" Ray, também foi julgada por sequestro; ela foi condenada a dois anos e meio de prisão, com mais cinco anos a serem cumpridos em liberdade condicional.
Em 1999, o cúmplice Dennis Roy Yancy foi condenado pelo assassinato por estrangulamento de Marie Parker em Elephant Butte, que Ray gravou. Em 2010, Yancy recebeu liberdade condicional depois de cumprir 11 anos de prisão, mas a liberação foi atrasada por problemas na negociação de um plano de residência. Três meses após sua libertação em 2011, Yancy foi acusado de violar sua liberdade condicional. Ele foi detido sob custódia, onde permanecerá até 2021, para cumprir o resto de sua sentença original.
Em 2000, Cindy Hendy, uma cúmplice que testemunhou contra Ray, recebeu uma sentença de 36 anos por seu papel nos crimes. Ela estava programada para receber liberdade condicional em 2017. Ela foi liberada em 15 de julho de 2019, depois de cumprir dois anos de liberdade condicional na prisão.
Em 28 de maio de 2002, Ray foi levado ao Centro Correcional do Condado de Lea, em Hobbs, Novo México, para ser interrogado pela polícia estadual. Ele morreu de ataque cardíaco antes do interrogatório.